# بخش لیبرتی (شهرستان لیکینگ، اوهایو)
بخش لیبرتی (به انگلیسی: Liberty Township) یک منطقهٔ مسکونی در ایالات متحده آمریکا است که در شهرستان لیکینگ، اوهایو واقع شده‌است.
 بخش لیبرتی ۶۷٫۸ کیلومتر مربع مساحت و ۲٬۳۶۰ نفر جمعیت دارد و ۳۹۷ متر بالاتر از سطح دریا واقع شده‌است.